# Santana do Paraíso (kommun)
Santana do Paraíso är en kommun i Brasilien.   Den ligger i delstaten Minas Gerais, i den sydöstra delen av landet, 700 km sydost om huvudstaden Brasília. Antalet invånare är 27 258.
Följande samhällen finns i Santana do Paraíso:
- Santana do Paraíso

I omgivningarna runt Santana do Paraíso växer i huvudsak städsegrön lövskog. Runt Santana do Paraíso är det ganska tätbefolkat, med 93 invånare per kvadratkilometer.